# Adopción lingüística
Término que en 1924 propuso el filólogo Américo Castro Quesada, así como el de importación lingüística, para sustituir la denominación préstamo lingüístico, ya que cuando un elemento de una lengua es adquirido por otra, nunca se devuelve.